# Potônske Lúky, Dunajská Streda
Potônske Lúky este o comună slovacă, aflată în districtul Dunajská Streda din regiunea Trnava. Localitatea se află la altitudinea de 116 m deasupra n.m., se întinde pe o suprafață de 4,94 km2 și în 2017 număra 269 de locuitori.

## Istoric
Localitatea Potônske Lúky este atestată documentar din 1260.

## Demografie
| An:                | 1994 | 2004 | 2014    | 2024   |
| ------------------ | ---- | ---- | ------- | ------ |
| Număr de persoane: | 0    | 231  | 282     | 285    |
| Diferență:         |      | –    | +22,07% | +1,06% |

| An:                | 2023 | 2024   |
| ------------------ | ---- | ------ |
| Număr de persoane: | 286  | 285    |
| Diferență:         |      | −0,34% |